# Tấn thư
| Nhị thập tứ sử | Nhị thập tứ sử | Nhị thập tứ sử              | Nhị thập tứ sử |
| -------------- | -------------- | --------------------------- | -------------- |
| STT            | Tên sách       | Tác giả                     | Số quyển       |
| 1              | Sử ký          | Tư Mã Thiên                 | 130            |
| 2              | Hán thư        | Ban Cố                      | 100            |
| 3              | Hậu Hán thư    | Phạm Diệp                   | 120            |
| 4              | Tam quốc chí   | Trần Thọ                    | 65             |
| 5              | Tấn thư        | Phòng Huyền Linh (chủ biên) | 130            |
| 6              | Tống thư       | Thẩm Ước                    | 100            |
| 7              | Nam Tề thư     | Tiêu Tử Hiển                | 59             |
| 8              | Lương thư      | Diêu Tư Liêm                | 56             |
| 9              | Trần thư       | Diêu Tư Liêm                | 36             |
| 10             | Ngụy thư       | Ngụy Thâu                   | 114            |
| 11             | Bắc Tề thư     | Lý Bách Dược                | 50             |
| 12             | Chu thư        | Lệnh Hồ Đức Phân (chủ biên) | 50             |
| 13             | Tùy thư        | Ngụy Trưng (chủ biên)       | 85             |
| 14             | Nam sử         | Lý Diên Thọ                 | 80             |
| 15             | Bắc sử         | Lý Diên Thọ                 | 100            |
| 16             | Cựu Đường thư  | Lưu Hú (chủ biên)           | 200            |
| 17             | Tân Đường thư  | Âu Dương Tu, Tống Kỳ        | 225            |
| 18             | Cựu Ngũ Đại sử | Tiết Cư Chính (chủ biên)    | 150            |
| 19             | Tân Ngũ Đại sử | Âu Dương Tu (chủ biên)      | 74             |
| 20             | Tống sử        | Thoát Thoát (chủ biên)      | 496            |
| 21             | Liêu sử        | Thoát Thoát (chủ biên)      | 116            |
| 22             | Kim sử         | Thoát Thoát (chủ biên)      | 135            |
| 23             | Nguyên sử      | Tống Liêm (chủ biên)        | 210            |
| 24             | Minh sử        | Trương Đình Ngọc (chủ biên) | 332            |
| -              | Tân Nguyên sử  | Kha Thiệu Mân (chủ biên)    | 257            |
| -              | Thanh sử cảo   | Triệu Nhĩ Tốn (chủ biên)    | 529            |

Tấn thư  (chữ Hán phồn thể: 晋書; giản thể: 晋书) là một sách trong 24 sách lịch sử Trung Quốc (Nhị thập tứ sử), do Phòng Huyền Linh và Lý Diên Thọ phụng mệnh Đường Thái Tông biên soạn vào năm 648.
Tổng cộng có 132 quyển gồm Mục lục 1 quyển, Đế kỷ 10 quyển, Chí 20 quyển, Liệt truyện 70 quyển, Ký tái 30 quyển, hiện phần Mục lục bị mất, chỉ còn lại 130 quyển. Sách kể về lịch sử các sự kiện bắt đầu từ Tư Mã Ý thời Tam Quốc đến khi Lưu Dụ phế Tấn Cung Đế lập nhà Lưu Tống năm 420, đồng thời sách còn bổ sung thêm hình thức "Ký tái" (ghi chép), dùng để tường thuật tình hình chính quyền của 16 nước.

## Nhóm tác giả "Tấn thư"
Nhóm tác giả "Tấn thư" tổng cộng có 21 người bao gồm:
- Ba người trông coi việc tu sửa: Phòng Huyền Linh, Chử Toại Lương, Hứa Kính Tông
- Tác giả của ba Chí Thiên văn, Luật lịch, Ngũ hành: Lý Thuần Phong
- Thể lệ tu sử đã định: Kính Bá (chú thích: không có lưu truyền lại)
- 16 người khác: Lệnh Hồ Đức Phân, Lai Tế, Lục Nguyên Sĩ, Lưu Tử Dực, Lư Thừa Cơ, Lý Nghĩa Phủ, Tiết Nguyên Siêu, Thượng Quan Nghi, Thôi Hành Công, Tân Khâu Ngự, Lưu Dận Chi, Dương Nhân Khanh, Lý Diên Thọ, Trương Văn Cung, Lý An Kỳ và Lý Hoài Nghiễm.
- Ngoài ra Đường Thái Tông Lý Thế Dân còn viết thêm bốn thiên bàn luận lịch sử trong phần Tuyên Đế kỷ Tư Mã Ý, Vũ Đế kỷ Tư Mã Viêm, và hai phần liệt truyện là Lục Cơ, Vương Hi Chi, cho nên mới có tựa đề là "Ngự soạn" (do vua soạn thảo).

## Quá trình biên soạn Tấn thư
Đường Thái Tông rất trọng thị việc tu sửa quốc sử, Trung Quốc từ đời Đường bắt đầu thiết lập các cơ quan chuyên môn lo việc tu sửa quốc sử gọi là quán hay Quốc sử quán, Tấn thư là một trong bộ tu sử đó, hai mươi lăm bộ sử (Nhị thập ngũ sử) có sáu bộ sách sử bao gồm Tấn thư, Lương thư, Trần thư, Bắc Tề thư, Chu thư, Tùy thư, đều được biên soạn hoàn chỉnh dưới thời Đường Thái Tông.
Trước thời nhà Đường, đã có 18 nhà viết Tấn sử truyền lại, trong thực tế có tới hơn hai mươi nhà, trong đó sách Tấn thư của Thẩm Ước, Trịnh Trung, Dữu Tiển nay đã thất truyền, phần còn lại vẫn còn tồn tại, đương thời Đường Thái Tông cho rằng bộ Tấn sử này có đủ loại thiếu sót, tuy sáng tác nhiều, nhưng chưa đủ khả năng hoàn thiện, cho tới năm Trinh Quán thứ 20 (năm 646) hạ chiếu tu sửa "Tấn thư".
Tấn thư do Phòng Huyền Linh và những người khác phụ trách việc giám sát, sửa chữa, tổ chức một nhóm các nhà sử học và học giả, Tang Vinh Tự người Tề thời Nam triều có viết Tấn thư là bản gốc, đồng thời tham khảo các bộ Tấn sử của các nhà khác và các trước tác có liên quan "lựa chọn chính điển, viết tạp thuyết thành mười bộ", kiêm dẫn các sách sử được soạn từ thời Thập lục quốc, đến năm Trinh Quán thừ 20 (năm 646), bắt đầu quá trình biên soạn, tới năm Trinh Quán thừ 22 (năm 648) thì hoàn thành.
Người Trung Quốc thời cận đại Ngô Sĩ Giám có soạn sách "Tấn thư dác chú" tập hợp nhiều thuyết khác nhau, đồng thời tiến hành khảo chứng, sửa chữa, bổ sung thêm về Tấn thư, sách này được nhà xuất bản Ngô Hưng Gia Nghiệp Đường phát hành năm 1928.

## Thành tựu của Tấn thư

### Ghi chép hoàn chỉnh
Các sách sử về nhà Tấn trước thời Đường, đa số hoặc chỉ ghi chép ít ỏi một vài sự kiện lịch sử của triều Tây Tấn, hoặc kiêm nhiệm việc ghi chép sự kiện lịch sử của Lưỡng Tấn, nhưng đối với sự kiện lịch sử của Thập lục quốc lại không có ghi chép chuyên môn nào, có thể nói là chưa mô tả đầy đủ toàn diện lịch sử nhà Tấn, so sánh với các sách Tấn sử trước thời Đường, thì nội dung của Tấn thư có phần chi tiết và uyên thâm hơn, phần lớn những thu thập ghi chép trong kỷ, truyện đều là chiếu lệnh, tấu sớ, sách lễ và bản văn, tuy có phần rườm rà, dài dòng, nhưng lại chứa đưng nhiều phương diện giá trị sử liệu, Dư phục chí và Lễ chí, Nhạc chí phản ánh phong khí phục sức sùng thượng lễ nghi của giai cấp thống trị Ngụy Tấn Nam Bắc triều. Triệu Dực nói "đầu đời Đường bắt đầu tu sửa Tấn thư, dựa theo lời chú thích trong sách của Tang Vinh Tự, mà kiêm thêm tham khảo trước tác các nhà mà thành, căn cứ vào liệt truyện của sách Tấn và Tống của các nhà khác mà viết thành bộ chính sử Tấn thư hiện nay, không tính mười loại khác".

### Bổ sung những thiếu sót của sử cũ
Tam Quốc chí có Kỷ, Truyện nhưng không có Chí, mà Chí của Tấn thư lại viết khá nhiều về thời Tam Quốc, liên quan đến hoạt động đồn điền của Tào Ngụy, việc chỉnh đốn thủy lợi, phát triển nông nghiệp, các hoạt động vùng Tây Bắc, và chế độ chiếm hữu ruộng đất của nhà Tấn. "Thực hóa chí" thì đa phần ghi chép về việc phát triển kinh tế thời Đông Hán, Tam Quốc, nhằm bổ sung những thiếu sót của Hậu Hán thư và Tam Quốc chí. Nhưng Tấn thư phần nhiều tán dương, ca tụng nhiều chiến công của Tư Mã Ý mà chê bai Gia Cát Lượng, Trần Thọ biên soạn Tam Quốc chí không ghi chép lại.

### Sáng tạo thể lệ mới
Tấn thư có thêm phần Tái ký 30 quyển, ghi chép các dân tộc thiểu số Trung Quốc cổ đại như Hung Nô, Tiên Ty, Yết, Đê, Khương đã kiến lập nên chính quyền Thập lục quốc, đó chính là việc sáng tạo nên thể lệ mới của thể kỷ truyện sách sử trong Tấn thư, Ban Cố thời Đông Hán từng viết Tái ký, nhưng không có ghi chép sự kiện lịch sử các chính quyền dân tộc thiểu số.
Mà Tái ký của Ban Cố cũng không phải là một phần quan trọng trong tác phẩm của ông, Tái ký của Tấn thư là chuẩn mực của một bộ phận tạo thành trong toàn bộ sách, Làm phong phú thêm thể lệ kỷ truyện của sách sử.

## Khuyết điểm
Tấn thư tiếp tục kế thừa những khuyết điểm mà các bộ sử trước đó đều mắc phải, đa phần ghi chép trong sách đều là những chuyện quỷ thần kỳ lạ, có chứa nhiều yếu tố hoang đường như trong các sách Sưu Thần ký, U Minh lục đã liệt kê.

## Mục lục

### Đế kỷ
- Quyển 1: Đế kỷ 1 Cao Tổ Tuyên Đế
- Quyển 2: Đế kỷ 2 Thế Tông Cảnh Đế, Thái Tổ Văn Đế
- Quyển 3: Đế kỷ 3 Thế Tổ vũ Đế
- Quyển 4: Đế kỷ 4 Hiếu Huệ Đế
- Quyển 5: Đế kỷ 5 Hiếu Hoài Đế, Hiếu Mẫn Đế
- Quyển 6: Đế kỷ 6 Trung Tông Nguyên Đế, Túc Tông Minh Đế
- Quyển 7: Đế kỷ 7 Hiển Tông Thành Đế, Khang Đế
- Quyển 8: Đế kỷ 8 Hiếu Tông Mục Đế, Ai Đế, Phế Đế Hải Tây Công
- Quyển 9: Đế kỷ 9 Thái Tông Giản Văn Đế, Hiếu Vũ Đế
- Quyển 10: Đế kỷ 10 An Đế, Cung Đế

### Chí
- Quyển 11: Chí 1 Thiên văn thượng (Thiên Thể Nghi Tượng Thiên Văn Kinh Tinh Đẳng)
- Quyển 12: Chí 2 Thiên văn trung (Thất Diệu Tạp Tinh Khí Sử Truyện Sự Nghiệm)
- Quyển 13: Chí 3 Thiên văn hạ (Nguyệt Ngũ Tinh Phạm Liệt Xá Kinh Tinh Biến Phụ Kiến)
- Quyển 14: Chí 4 Địa lý thượng
- Quyển 15: Chí 5 Địa lý hạ (Thanh Châu, Từ Châu, Kinh Châu, Dương Châu, Giao Châu, Quảng Châu)
- Quyển 16: Chí 6 Luật lịch thượng
- Quyển 17: Chí 7 Luật lịch trung
- Quyển 18: Chí 8 Luật lịch hạ
- Quyển 19: Chí 9 Lễ thượng
- Quyển 20: Chí 10 Lễ trung
- Quyển 21: Chí 11 Lễ hạ
- Quyển 22: Chí 12 Nhạc thượng
- Quyển 23: Chí 13 Nhạc hạ
- Quyển 24: Chí 14 Chức quan
- Quyển 25: Chí 15 Dư phục
- Quyển 26: Chí 16 Thực hóa
- Quyển 27: Chí 17 Ngũ hành thượng
- Quyển 28: Chí 18 Ngũ hành trung
- Quyển 29: Chí 19 Ngũ hành hạ
- Quyển 30: Chí 20 Hình pháp

### Liệt truyện
- Quyển 31: Liệt truyện 1 Hậu phi truyện thượng - Tuyên Mục Hoàng hậu Trương Xuân Hoa, Cảnh Hoài Hoàng hậu Hạ Hầu Huy, Cảnh Hiến Hoàng hậu Dương Huy Du, Văn Minh Hoàng hậu Vương Nguyên Cơ, Vũ Nguyên Hoàng hậu Dương Diễm, Vũ Điệu Hoàng hậu Dương Chỉ, Huệ Đế Hoàng hậu Giả Nam Phong,Huệ Đế Hiếu Văn Hoàng hậu Dương Hiến Dung, Hoài Hoàng Thái hậu Vương Viện Cơ, Nguyên Hạ Hầu Thái phi
- Quyển 32: Liệt truyện 2 Hậu phi truyện hạ - Nguyên Kính Hoàng hậu Ngu Mạnh Mẫu, Minh Mục Hoàng hậu Dữu Văn Quân, Thành Cung Hoàng Hậu Đỗ Lăng Dương, Khang Hiến Hoàng hậu Chử Toán Tử, Mục Chương Hoàng hậu Hà Pháp Nghê, Ai Tĩnh Hoàng hậu Vương Mục Chi, Phế Đế Hiếu Hoàng hậu Dữu Đạo Liên, Giản Văn Tuyên Thái hậu Trịnh A Xuân, Giản Văn Thuận Hoàng hậu Vương Giản Cơ, Hiếu Vũ Văn Thái hậu Lý Lăng Dung, Hiếu Vũ Định Hoàng hậu Vương Pháp Tuệ, An Đức Thái hậu Trần Quy Nữ, An Hy Hoàng hậu Vương Thần Ái, Cung Tư Hoàng hậu Trữ Linh Viên
- Quyển 33: Liệt truyện 3 - Vương Tường, Trịnh Xung, Hà Tăng, Thạch Bao truyện
- Quyển 34: Liệt truyện 4 - Dương Hỗ, Đỗ Dự truyện
- Quyển 35: Liệt truyện 5 - Trần Khiên, Bùi Tú truyện
- Quyển 36: Liệt truyện 6 - Vệ Quán, Trương Hoa truyện
- Quyển 37: Liệt truyện 7 Tôn thất truyện
- Quyển 38: Liệt truyện 8 Tuyên ngũ vương truyện - Bình Nguyên Vương Cán, Lang Tà Vương Trụ, Thanh Huệ Đình Hầu Kinh, Phù Phong Vương Tuấn, Lương Vương Can, Tề Vương Du, Thành Dương Vương Triệu, Liêu Đông Vương Định Quốc, Quảng Hán Vương Quảng Đức, Nhạc An Vương Giám, Nhạc Bình Vương Duyên Tộ
- Quyển 39: Liệt truyện 9 - Vương Thẩm, Tuân Ỷ, Tuân Úc truyện
- Quyển 40: Liệt truyện 10 - Giả Sung, Dương Tuấn truyện
- Quyển 41: Liệt truyện 11 - Ngụy Thư, Lý Hý, Lưu Thực, Cao Quang truyện
- Quyển 42: Liệt truyện 12 - Vương Hồn, Vương Tuấn, Đường Bân truyện
- Quyển 43: Liệt truyện 13 - Sơn Đào, Vương Nhung truyện
- Quyển 44: Liệt truyện 14 - Trịnh Mậu, Lý Dận, Lư Khâm, Hoa Biểu, Thạch Giám, Ôn Tiện truyện
- Quyển 45: Liệt truyện 15 - Lưu Nghị, Hòa Kiệu, Vũ Cai, Nhâm Khải, Thôi Hồng, Quách Dịch, Hầu Sử Quang, Hà Phàn truyện
- Quyển 46: Liệt truyện 16 - Lưu Tụng, Lý Trọng truyện
- Quyển 47: Liệt truyện 17 - Phó Huyền truyện (tử Phó Hàm, Hàm tử Phó Phu, Hàm tùng phụ đệ Phó Chi)
- Quyển 48: Liệt truyện 18 - Hướng Hùng, Đoạn Chước, Diêm Toản truyện
- Quyển 49: Liệt truyện 19 - Nguyễn Tịch, Kê Khang, Hướng Tú, Lưu Linh, Tạ Côn, Hồ Vô Phụ Chi, Tất Trác, Vương Ni, Dương Mạn, Quang Dật truyện
- Quyển 50: Liệt truyện 20 - Tào Chí, Dữu Tuấn, Quách Tượng, Dữu Thuần, Tần Tú truyện
- Quyển 51: Liệt truyện 21 - Hoàng Phủ Mật, Chí Ngu, Thúc Tích, Vương Tiếp truyện
- Quyển 52: Liệt truyện 22 - Khích Sân, Nguyễn Chủng, Hoa Đàm truyện
- Quyển 53: Liệt truyện 23 - Mẫn Hoài Thái Tử truyện
- Quyển 54: Liệt truyện 24 - Lục Cơ, Lục Vân truyện
- Quyển 55: Liệt truyện 25 - Hạ Hầu Trạm, Phan Nhạc, Trương Tái truyện
- Quyển 56: Liệt truyện 26 - Giang Thống, Tôn Sở truyện
- Quyển 57: Liệt truyện 27 - La Hiến, Đằng Tu, Mã Long, Hồ Phấn, Đào Hoàng, Ngô Ngạn, Trương Quang, Triệu Dụ truyện
- Quyển 58: Liệt truyện 28 - Chu Xứ, Chu Phóng truyện
- Quyển 59: Liệt truyện 29 - Nhữ Nam Vương Lượng, Sở Ẩn Vương Vĩ, Triệu Vương Luân, Tề Vương Quýnh, Trường Sa Vương Nghệ, Thành Đô Vương Toánh, Hà Gian Vương Ngung, Đông Hải Vương Việt truyện
- Quyển 60: Liệt truyện 30 - Giải Hệ, Tôn Kỳ, Mạnh Quán, Khiên Tú, Mâu Bá, Hoàng Phủ Trọng, Trương Phụ, Lý Hàm, Trương Phương, Diêm Đỉnh, Sách Tĩnh, Giả Sơ truyện
- Quyển 61: Liệt truyện 31 - Chu Tuấn, Thành Công Giản, Cẩu Hi, Hoa Dật, Lưu Kiều truyện
- Quyển 62: Liệt truyện 32 - Lưu Côn, Tổ Địch truyện
- Quyển 63: Liệt truyện 33 - Thiệu Tục, Lý Củ, Đoạn Thất Đê, Ngụy Tuấn, Quách Mặc truyện
- Quyển 64: Liệt truyện 34 Vũ thập tam vương, Nguyên tứ vương, Giản Văn tam tử truyện
- Quyển 65: Liệt truyện 35 - Vương Đạo truyện (tử Vương Duyệt, Vương Điềm, Vương Hiệp (洽), Vương Hiệp (协), Vương Thiệu, Vương Oái, Hiệp tử Vương Tuẫn, Vương Mân, Thiệu tử Vương Mật)
- Quyển 66: Liệt truyện 36 - Lưu Hoằng, Đào Khản truyện
- Quyển 67: Liệt truyện 37 - Ôn Kiệu, Si Giám truyện
- Quyển 68: Liệt truyện 38 - Cố Vinh, Kỷ Chiêm, Hạ Tuần, Tiết Kiêm truyện
- Quyển 69: Liệt truyện 39 - Lưu Ngôi, Điêu Hiệp, Đái Nhược Tư, Chu Nghĩ truyện
- Quyển 70: Liệt truyện 40 - Ứng Chiêm, Cam Trác, Biện Khổn, Lưu Siêu, Chung Nhã truyện
- Quyển 71: Liệt truyện 41 - Tôn Huệ, Hùng Viễn, Vương Giám, Trần Quân, Cao Tung truyện
- Quyển 72: Liệt truyện 42 - Quách Phác, Cát Hồng truyện
- Quyển 73: Liệt truyện 43 - Dữu Lượng truyện (tử Dữu Bân, Dữu Hi, Dữu Hòa; đệ Dữu Dịch, Dữu Băng, Dữu Điều, Dữu Dực)
- Quyển 74: Liệt truyện 44 - Hoàn Di (tử Hoàn Vân, Vân đệ Hoàn Hoát, Hoát tử Hoàn Thạch Kiền, Kiền tử Hoàn Chấn, Kiền đệ Hoàn Thạch Tú, Hoàn Thạch Dân, Hoàn Thạch Sinh, Hoàn Thạch Tuy, Hoàn Thạch Khang, Hoát đệ Hoàn Bí, Bí đệ Hoàn Xung, Xung tử Hoàn Tự, Tự tử Hoàn Dận, Tự đệ Hoàn Khiêm, Khiêm đệ Hoàn Tu), Từ Ninh
- Quyển 75: Liệt truyện 45 - Vương Trạm, Tuân Tung, Phạm Uông, Lưu Đàm, Trương Bằng, Hàn Bá truyện
- Quyển 76: Liệt truyện 46 - Vương Thư, Vương Dị, Ngu Đàm, Cố Chúng, Trương Khải truyện
- Quyển 77: Liệt truyện 47 - Lục Diệp, Hà Sung, Chử Dực, Thái Mô, Gia Cát Khôi, Ân Hạo truyện
- Quyển 78: Liệt truyện 48 - Khổng Du, Đinh Đàm, Đào Hồi truyện
- Quyển 79: Liệt truyện 49 - Tạ Thượng, Tạ An (tử Tạ Diễm, Diễm tử Tạ Hỗn, An huynh Tạ Dịch, Dịch tử Tạ Huyền, An đệ Tạ Vạn, Vạn đệ Tạ Thạch, Thạch huynh tử Tạ Lãng, Lãng đệ tử Tạ Mạc)
- Quyển 80: Liệt truyện 50 - Vương Hy Chi truyện
- Quyển 81: Liệt truyện 51 - Vương Tốn, Sái Báo, Dương Giám, Lưu Dận, Hoàn Tuyên (tộc tử Hoàn Y), Chu Tứ, Mao Bảo, Lưu Hà, Đặng Nhạc, Chu Tự truyện
- Quyển 82: Liệt truyện 52 - Trần Thọ, Vương Trường Văn, Ngu Phổ, Tư Mã Bưu, Vương Ẩn, Ngu Dự, Tôn Thịnh, Kiền Bảo, Đặng Xán, Tạ Thẩm, Tập Tạc Xỉ, Từ Quảng truyện
- Quyển 83: Liệt truyện 53 - Cố Hòa, Viên Khôi, Giang Du, Xa Dận, Ân Nghĩ, Vương Nhã truyện
- Quyển 84: Liệt truyện 54 - Vương Cung, Dữu Giai, Lưu Lao Chi, Ân Trọng Kham, Dương Thuyên Kỳ truyện
- Quyển 85: Liệt truyện 55 - Lưu Nghị, Gia Cát Trường Dân, Hà Vô Kỵ, Đàn Bằng Chi, Ngụy Vịnh Chi truyện
- Quyển 86: Liệt truyện 56 - Trương Quỹ truyện
- Quyển 87: Liệt truyện 57 - Lương Vũ Chiêu Vương truyện (tử Sĩ Nghiệp)
- Quyển 88: Liệt truyện 58 Hiếu hữu truyện
- Quyển 89: Liệt truyện 59 Trung nghĩa truyện
- Quyển 90: Liệt truyện 60 Lương lại truyện
- Quyển 91: Liệt truyện 61 Nho lâm truyện
- Quyển 92: Liệt truyện 62 Văn uyển truyện - Ưng Trinh, Thành Công Tuy, Tả Tư, Triệu Chí, Trâu Trạm, Tảo Cứ, Chử Đào, Vương Thẩm, Trương Hàn, Dữu Xiển, Tảo Bì Lý Sung, Viên Hoành, Phục Thao, La Hàm, Cố Khải Chi, Quách Trừng Chi
- Quyển 93: Liệt truyện 63 Ngoại thích truyện - Dương Tú, Vương Tuân, Dương Văn Tông, Dương Huyền Chi, Ngu Dự, Dữu Sâm, Đỗ Nghệ, Chử Bầu, Hà Chuẩn, Vương Mông, Vương Hà, Vương Uẩn, Chử Sảng
- Quyển 94: Liệt truyện 64 Ẩn dật truyện truyện
- Quyển 95: Liệt truyện 65 Tân thuật
- Quyển 96: Liệt truyện 66 Liệt nữ truyện
- Quyển 97: Liệt truyện 67 Tứ Di truyện – Phù Dư, Mã Hàn, Thìn Hàn, Túc Thận thị, người Oa, Thổ Cốc Hồn, Yên Kỳ Quốc, Quy Từ Quốc, Đại Uyên, Khang Cư Quốc, Đại Tần Quốc, Lâm Ấp, Phù Nam, Hung Nô
- Quyển 98: Liệt truyện 68 - Vương Đôn, Hoàn Ôn, Hoàn Hy, Hoàn Tế, Hoàn Hâm, Hoàn Huy, Hoàn Vĩ truyện
- Quyển 99: Liệt truyện 69 - Hoàn Huyền, Biện Phạm Chi, Ân Trọng Văn truyện
- Quyển 100: Liệt truyện 70 - Vương Di, Trương Xương, Trần Mẫn, Vương Như, Đỗ Tăng, Đỗ Thao, Vương Ky, Tổ Ước, Tô Tuấn, Tôn Ân, Lư Tuần, Tiều Túng truyện

### Tái ký
- Quyển 101: Tái ký 1 - Lưu Nguyên Hải
- Quyển 102: Tái ký 2 - Lưu Thông
- Quyển 103: Tái ký 3 - Lưu Diệu
- Quyển 104: Tái ký 4 - Thạch Lặc thượng
- Quyển 105: Tái ký 5 - Thạch Lặc hạ
- Quyển 106: Tái ký 6 - Thạch Quý Long thượng
- Quyển 107: Tái ký 7 - Thạch Quý Long hạ
- Quyển 108: Tái ký 8 - Mộ Dung Hối
- Quyển 109: Tái ký 9 - Mộ Dung Hoảng
- Quyển 110: Tái ký 10 - Mộ Dung Tuấn
- Quyển 111: Tái ký 11 - Mộ Dung Vĩ
- Quyển 112: Tái ký 12 - Phù Hồng, Phù Kiện, Phù Sinh
- Quyển 113: Tái ký 13 - Phù Kiên thượng
- Quyển 114: Tái ký 14 - Phù Kiên hạ
- Quyển 115: Tái ký 15 - Phù Phi, Phù Đăng
- Quyển 116: Tái ký 16 - Diêu Dặc Trọng, Diêu Tương, Diêu Trường
- Quyển 117: Tái ký 17 - Diêu Hưng thượng
- Quyển 118: Tái ký 18 - Diêu Hưng hạ
- Quyển 119: Tái ký 19 - Diêu Hoằng
- Quyển 120: Tái ký 20 - Lý Đặc, Lý Lưu
- Quyển 121: Tái ký 21 - Lý Hùng, Lý Ban, Lý Kỳ, Lý Thọ, Lý Thế
- Quyển 122: Tái ký 22 - Lữ Quang, Lữ Toản, Lữ Long
- Quyển 123: Tái ký 23 - Mộ Dung Thùy
- Quyển 124: Tái ký 24 - Mộ Dung Bảo, Mộ Dung Thịnh, Mộ Dung Hy, Mộ Dung Vân
- Quyển 125: Tái ký 25 - Khất Phục Quốc Nhân, Khất Phục Càn Quy, Khất Phục Sí Bàn, Phùng Bạt
- Quyển 126: Tái ký 26 - Thốc Phát Ô Cô, Thốc Phát Lợi Lộc Cô, Thốc Phát Nục Đàn
- Quyển 127: Tái ký 27 - Mộ Dung Đức
- Quyển 128: Tái ký 28 - Mộ Dung Siêu
- Quyển 129: Tái ký 29 - Thư Cừ Mông Tốn
- Quyển 130: Tái ký 30 - Hách Liên Bột Bột